# Amàlia Kettler de Curlàndia
Amàlia Kettler de Curlàndia (en alemany Amalia kettler von Kurland) va néixer a Jelgava (Letònia) el 12 de juny de 1653 i va morir a Weilmünster el 16 de juny de 1711. Era filla de Jacob Kettler de Curlàndia (1610-1662) i de Lluïsa Carlota de Brandenburg (1617-1676) ( Ducs de Curlàndia i Semigàlia).

## Matrimoni i fills
El 21 de maig de 1673 es va casar a Kassel amb Carles I de Hessen-Kassel (1654-1730), fill del landgravi Guillem VI de Hessen-Kassel (1629-1663) i de la princesa de Brandenburg Hedwig Sofia de Hohenzollern (1623-1683). Inicialment Amàlia estava compromesa amb el germà gran de Carles, Guillem VII (1651-1670), però aquest va morir en un viatge a París quan només tenia dinou anys. El matrimoni va tenir setze fills:
- Guillem (1674-1676)
- Carles (1675-1677)
- Frederic (1676-1751), rei de Suêcia i landgravi de Hessen-Kassel, casat primer amb Lluïsa de Brandenburg (1680-1705), i després amb Ulrica Elionor de Suècia (1688-1741).
- Cristiá, nascut i mort el 1677.
- Sofia Carlota (1678-1749), casada amb Frederic Guillem de Mecklenburg-Schwerin (1675-1713).
- Un fill nascut mort el 1679.
- Carles (1680-1702)
- Guillem (1682-1760), landgravi de Hessen-Kassel, casat amb Dorotea de Saxònia-Zeitz (1691-1743).
- Leopold (1684-1704)
- Lluís (1686-1706)
- Maria Lluïsa (1688-1765), casada amb Joan Guillem d'Orange-Nassau (1687-1711).
- Maximilià (1689-1753), casat amb Frederica Carlota de Hessen-Darmstadt (1698-1777).
- Jordi Carles (1691-1755)
- Elionor nascuda i morta el 1694.
- Guillemina Carlota (1695-1722)
- Un fill nascut mort el 1696.